# Thường Ninh (Thân vương)
Thường Ninh (tiếng Mãn: ᠴᠠᠩᠠᡳᠩ, Möllendorff: cangaing, Abkai: qangʼing, chữ Hán: 常寧; 8 tháng 12 năm 1657 – 20 tháng 7 năm 1703) là hoàng tử thứ 5 của Thanh Thế Tổ Thuận Trị Đế.

## Tiểu sử
Thường Ninh sinh vào giờ Thân, ngày 4 tháng 11 (âm lịch) năm Thuận Trị thứ 14 (1657), là con trai duy nhất của Thứ phi Trần thị. Ông được phong tước Cung Thân vương (恭親王) vào năm 1671 bởi người anh trai Khang Hi Đế. Năm Khang Hi thứ 14 (1675), được phân cấp Tá lĩnh. Năm thứ 22 (1683), phủ đệ gặp tai họa, Khang Hi Đế đích thân đến xem. Mùa thu cùng năm, Khang Hi Đế phụng Hoàng thái hậu đến Ngũ Đài Sơn, ông cũng đi theo.
Năm thứ 29 (1690), Cát Nhĩ Đan thâm nhập Ô Chu Mục Tần. Ông được phong làm An Bắc Đại tướng quân (安北大将军), phó tướng là Giản Thân vương Nhã Bố và Tín Quận vương Ngạc Trát, vượt Hỉ Phong Khẩu (喜峰口), hội quân với anh trai ông là Phủ Viễn Đại tướng quân Dụ Thân vương Phúc Toàn đồng thời vượt Cổ Bắc Khẩu (古北口). Ngày 3 tháng 9, cánh quân của Thường Ninh chạm trán quân Cát Nhĩ Đan và bị thua. Cát Nhĩ Đan thừa thắng dẫn quân tiến sâu, cách Bắc Kinh 700 dặm. Thất bại này đã khiến Thường Ninh bị mất chỗ đứng trong hội đồng Nghị chính Vương Đại thần, lại bị phạt ba năm Vương bổng. Mặc dù không còn được Khang Hi Đế trọng dụng, ông vẫn tiếp tục tham gia chiến dịch đánh Cát Nhĩ Đan lần thứ 2 năm 1696, trước khi Cát Nhĩ Đan thất bại hoàn toàn năm 1697.
Khi Thường Ninh qua đời vào năm Khang Hi thứ 46 (1707), Khang Hi Đế đang tuần du Tái ngoại, chỉ ra lệnh các Hoàng tử chủ trì tang lễ, ban thưởng vạn ngân lượng, lệnh Lang trung Nội vụ phủ giám sát việc xây dựng mộ phần, lập bia, phái quan viên lế lễ.

## Gia quyến

### Thê thiếp
- Nguyên phối: Nạp Lạt thị (纳喇氏), con gái của Lang trung Bái Khố Lễ (拜库礼).
- Kế thất: Mã thị (马氏), con gái của Mã Nghĩa Thương (马义仓).
- Thư Thư Giác La thị (舒舒觉罗氏), con gái của Cáp Đương A (哈当阿). Nguyên là Thứ Phúc tấn. Năm 1712 dựa theo phẩm cấp của con trai là Đa La Bối lặc, được dùng lễ Bối lặc Đích Phu nhân hạ táng.
- Trắc Phúc tấn: Ngô thị (吴氏), con gái của Ngô Ứng Hùng (吴应熊) – cháu nội của viên tướng Ngô Tam Quế và là Ngạch phò của Hòa Thạc Khác Thuần Trưởng Công chúa.
- Thứ Phúc tấn:
  - Trần thị (陈氏), con gái của Trần Phúc Tư (陈福滋).
  - Tấn thị (晋氏), con gái của Tấn Cách Nghi (晋格宜).
  - Tát Khắc Đạt thị (萨克达氏), con gái của Thư Tát Nạp (书萨纳).
  - Nữu Hỗ Lộc thị (钮祜禄氏), con gái của Kị uý Đồ Nhĩ Hải (阿尔海)

### Hậu duệ

#### Con trai
1. Vĩnh Thụ (永绶; 1671 – 1686), mẹ là Trắc Phúc tấn Mã thị. Được phong Tam đẳng Phụ quốc Tướng quân (1685). Qua đời khi chưa lập gia thất.
2. Mãn Đô Hỗ (滿都祜; 1674 – 1731), mẹ là Thứ thiếp Thư Thư Giác La thị. Tập phong tước vị Bối lặc của em trai Hải Thiện (1712), sau bị giáng xuống Bối tử rồi giáng tiếp Trấn quốc công (1726). Có bảy con trai.
3. Hải Thiện (海善; 1676 – 1743), mẹ là Thứ thiếp Trần thị. Được phong Phụng ân Tướng quân (1695), tấn thăng Bối lặc (1703), sau bị tước (1712), phục vị Bối lặc (1732). Sau khi qua đời được truy thuỵ là Hy Mẫn Bối lặc (僖敏貝勒). Có hai con trai.
4. Đối Thanh Ngạch (對清額; 1681 – 1742), mẹ là Thứ thiếp Tát Khắc Đạt thị. Được phong Tam đẳng Phụ quốc Tướng quân (1700), sau bị bị tước (1740). Có chín con trai.
5. Trác Thái (卓泰; 1683 – 1714), mẹ là Thứ thiếp Tát Khắc Đạt thị. Được phong Tam đẳng Phụ quốc Tướng quân (1702), sau bị tước. Không có con thừa tự.
6. Văn Thù Bảo (文殊保 ; 1687 – 1708), mẹ là Trắc Phúc tấn Ngô thị. Có một con trai.

#### Con gái
1. Cố Luân Thuần Hi Công chúa (固伦纯禧公主; 1671 – 1740), mẹ là Thứ thiếp Tấn thị, được Khang Hi Đế nhận làm nghĩa nữ. Hạ giá lấy Thai cát Ban Đệ (班第) của Bác Nhĩ Tế Cát Đặc thị.
2. Nhị nữ (1672 – 1693), mẹ là Thứ thiếp Trần thị. Hạ giá lấy Đỗ Nhĩ Mã (杜尔玛) của tộc Qua Nhĩ Thấm thị.
3. Tam nữ (1674 – 1680), mẹ là Thứ thiếp Trần thị. Chết yểu.
4. Tứ nữ (1676 – 1678), mẹ là Thứ thiếp Trần thị. Chết yểu.
5. Ngũ nữ (1676 – 1678), mẹ là Thứ thiếp Thư Thư Giác La thị. Chết yểu.
6. Lục nữ (1684 – 1712), mẹ là Thứ thiếp Nữu Hỗ Lộc thị. Hạ giá lấy Đô Nhĩ Mã (都尔玛) của tộc Qua Nhĩ Thấm thị.
7. Thất nữ (1686 – 1687), mẹ là Thứ thiếp Tát Khắc Đạt thị. Chết non.